# Rood saterhoen
Het rood saterhoen (Tragopan satyra) of satyrtragopan is een gedrongen, bont gekleurde, schuwe fazantachtige die voorkomt in het centraal en oostelijk deel van de Himalaya. De staart is vrij kort. 

## Kenmerken
De mannetjes van deze soort zijn rond de borst en hals diep oranje-rood gekleurd met witte donker omrande 'druppels'. Het rode saterhoen leeft in de bergwouden van de Himalaya op een hoogte tussen 1800 en 3900 meter boven de zeespiegel. Ze zoeken hun voedsel (zachte bladeren, knoppen, bessen) vooral in bomen maar ze vliegen niet graag. De vogel is geduldig en kalm en reageert zelden impulsief, ook niet als er gevaar dreigt.

## Voorkomen en leefgebied
Het rood saterhoen leeft alleen of in kleine groepjes in de bergwouden van Nepal (schaars), Noord-India (schaars), Bhutan (vrij algemeen) en  aangrenzende delen van China (zeer lokaal). 
Het leefgebied staat onder demografische druk. Het bos wordt gekapt voor allerlei doeleinden. Stukken bos worden omgezet in weidegronden of landbouwgebied. Daarnaast bestaat er jacht (vaak met strikken) op dit saterhoen. Daarom staat het rood saterhoen als "gevoelig" op de Rode Lijst van de IUCN.

## Culturele betekenis
Saterhoen wordt tegenwoordig vaak gegeven als totem in verschillende scoutingsgroepen.

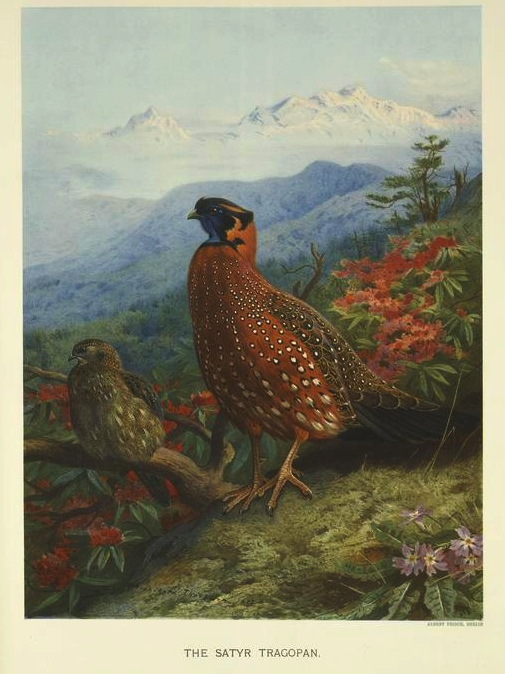
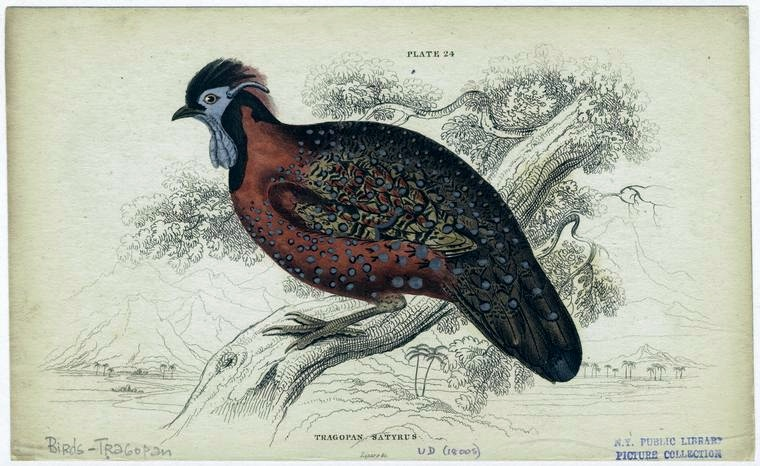
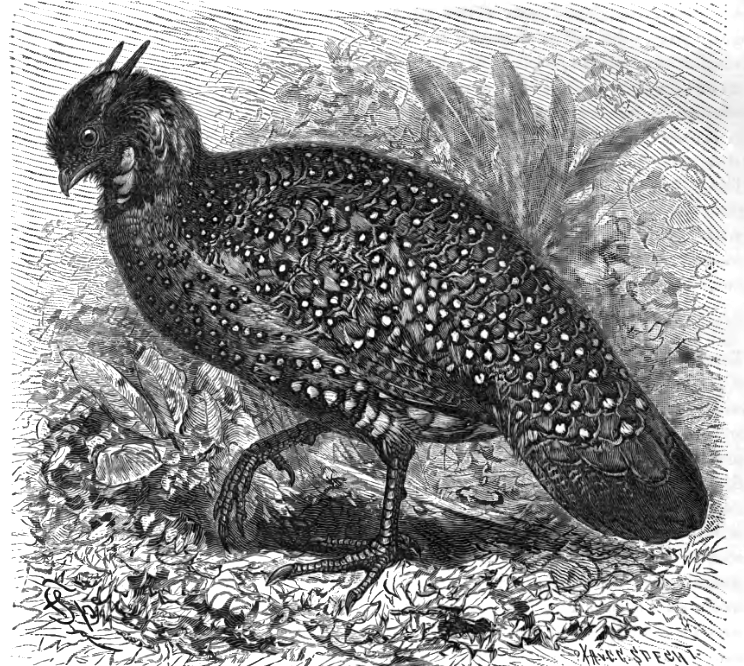
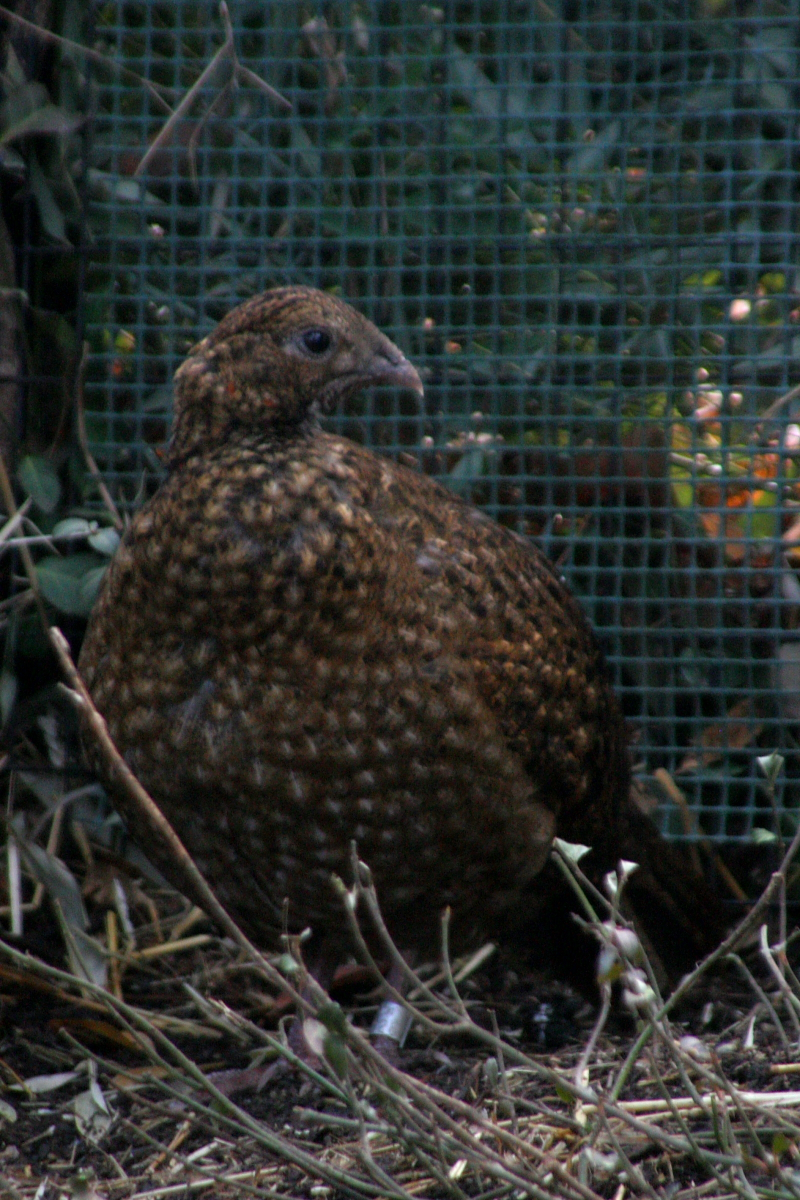
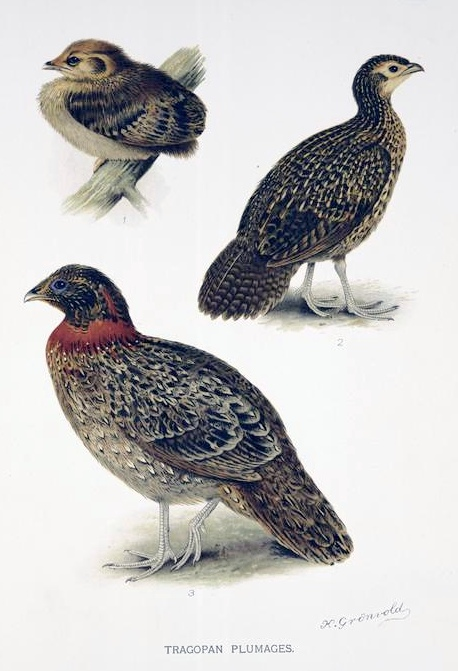
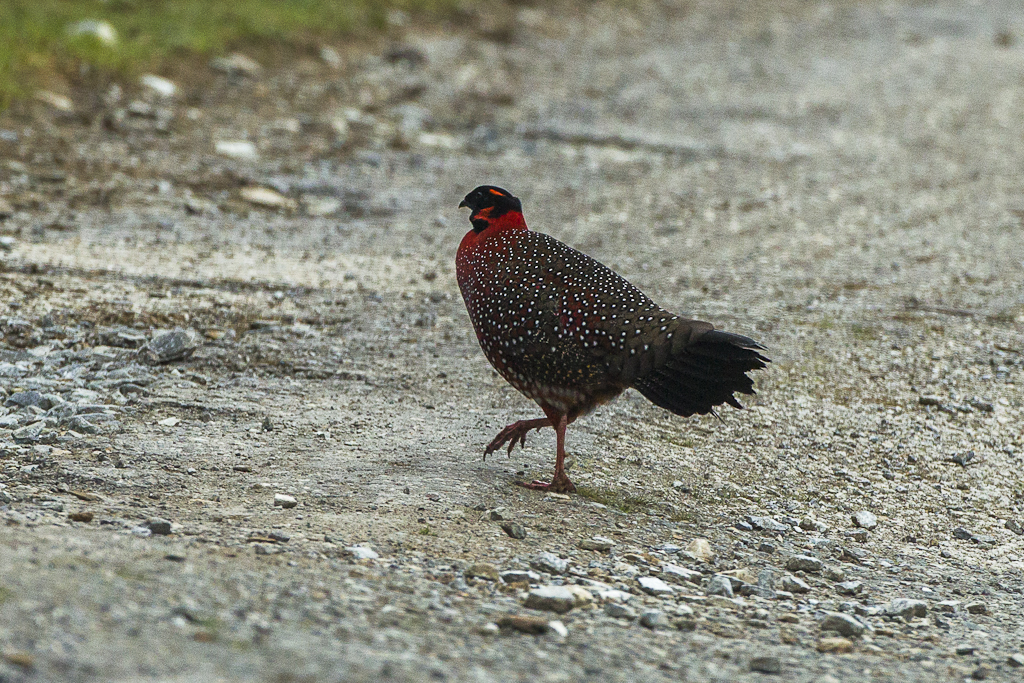